# حاجی‌آباد (شاهین‌دژ)
حسین‌آباد روستایی از دهستان محمودآباد، بخش مرکزی، شهرستان شاهین‌دژ، استان آذربایجان غربی است.